# Плопени
Плопени (рум. Plopeni) — город в Румынии в составе жудеца Прахова.

## История
Долгое время это была обычная сельская местность. В 1938 году рядом с деревней Плопени был построен оружейный завод, и в 1939 году появилось заводское поселение Мэрджинянка. В 1945 году деревня Мэрджинянка была переименована в Стежарул. В 1968 году деревня Плопени была переименована в Плопени-Сат, а Стежарул получила статус города и была переименована в Плопени.